# Jung Typ Bachstein
Die Lokomotivtype Jung Typ Bachstein der Verkehrsbetriebe Bachstein waren normalspurige vierachsige Mallet-Verbundlokomotiven, die von der Lokomotivfabrik Jung von 1901 bis 1912 in neun Exemplaren hergestellt wurde.
Sie wurden auf verschiedenen Strecken der Gesellschaft eingesetzt. Ab 1952 wurde bei der Reinheim-Reichelsheimer Eisenbahn die SEG 353 verwendet, die von der Deutschen Eisenbahn-Gesellschaft übernommen wurde, die Nummer 63 bekam und als letzte der Baureihe bis 1965 im Dienst war.
Vier Lokomotiven kamen nach 1945 mit der Bezeichnung 98 6051 sowie 98 6151–6153 zur Deutschen Reichsbahn. Alle Lokomotiven wurden verschrottet.

## Geschichte
Die Lokomotivfabrik Jung fertigte im Jahr 1892 die erste Mallet-Lokomotive für eine Bahn in Rumänien.
Der Hersteller fertigte für die Centralverwaltung für Secundairbahnen Herrmann Bachstein insgesamt neun Lokomotiven für geringen Kurvenradius und größere Zugkräfte, die die Bezeichnungen 81–86 sowie 351–353 erhielten. Die Lokomotiven wurden häufig zwischen den zahlreichen Konzernbahnen ausgetauscht und als Wanderlokomotiven bezeichnet.
Die Lokomotiven kamen auch zur Süddeutschen Eisenbahn-Gesellschaft, die die als SEG 351–353 bezeichneten Nachbauten aus den Jahren 1907 bis 1912 bestellten.
Besonders geschätzt war bei den Lokführern der ruhige Lauf der Lokomotiven. Nach dem Zweiten Weltkrieg gelangten vier Lokomotiven, die vorher bei ehemaligen Bachstein-Bahnen in Thüringen eingesetzt waren, zur Deutschen Reichsbahn und wurden als 98 6051 sowie 98 6151–6153 bezeichnet. Als Splittergattungen wechselten sie oft die Einsatzstelle. Als letzte der DR-Maschinen schied 1958 die 98 6153 aus, die am 1. Juni 1958 an das VEB Transformatoren- und Röntgenwerk Dresden in Dresden verkauft wurde.
Die letzte im Betrieb befindliche Lokomotive war die ehemalige SEG 353, die 1952 zur Reinheim-Reichelsheimer Eisenbahn kam und Ende der 1950er Jahre als DEG 63 geführt wurde. Von den gleichzeitig dort eingesetzten Malletlokomotiven von Grafenstaden war die Lokomotive nur durch die Form der Sandkästen zu unterscheiden. Die Maschine war bis 1965 in Betrieb und wurde dann ausgemustert sowie verschrottet.

## Konstruktion
Die hinteren beiden Achsen waren mit dem Hochdruck-Triebwerk fest im Rahmen gelagert, der als Innenrahmen ausgebildet war. Die vorderen beiden Achsen mit dem Niederdruck-Triebwerk waren in einem Drehgestell, das über einen Drehbolzen mit dem Hauptrahmen verbunden war, ebenfalls im Innenrahmen gelagert. Der Kessel stützte sich über Gleitplatten auf dem Drehgestell ab.
Bei den Nassdampf-Lokomotiven wurde der in den hinteren Hochdruckzylindern teilweise entspannte Dampf über ein Kugelgelenk mit Stopfbuchsen den vorderen, größeren Niederdruckzylindern zugeführt. Der entspannte Dampf wurde nochmals über ein kugeliges Gelenk dem Blasrohr zugeführt; der Saugzug diente der Feueranfachung. 
Die Lokomotiven hatten eine gedrungene Bauform mit geringem Achsstand, langem Schornstein und geringem Kesseldurchmesser. Die Querschnitte und Durchmesser an den Gelenken und am Verbindungsrohr waren bei den Normalspurlokomotiven größer, auch die Zylinderdurchmesser waren größer als bei den Schmalspurloks.
Die Steuerung erfolgte mit Flachschiebern, wobei die Schieberkästen gerade lagen. Die Loks besaßen zwei zylinderförmige Sandkästen, die vom Führerstand manuell gesteuert wurden. Sie besaßen abgeschrägte Wasserkästen und waren mit einer indirekten Bremse Bauart Knorr ausgerüstet.